# 정난의 변
정난의 변은 정난지변(靖難之變)이라고도 불리우며, 명나라 초기의 내전으로, 제2대 황제 건문제와 연왕 주체 세력의 군사적 충돌이다.
1399년 8월 6일 건문제 2년에 발생하여 3년 간 지속되었다. 결과적으로 연왕 주체가 영락제로 즉위하게 된다.

## 역사적 배경

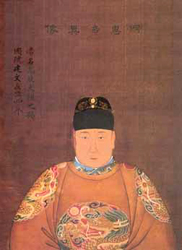
건문제 주윤뮨（재위：1398년－1402년)

### 건국과 황권강화
1368년에 명을 건국한 주원장은 중앙집권을 통한 황권강화와 더불어 강한 황권을 안정적으로 후계자에게 물려주기 위해서 창업 공신들을 대대적으로 숙청하였다. 이와 동시에 자신의 아들 25명을 전국 요소에 왕으로 봉하여 국경수비를 담당시켰는데, 이를 통해 이들이 중앙정치에 간여하지 못하게 했다. 또한 그들에게 세록을 지급하는 방식을 취하여 독자적인 행정권이나 조세징수권을 부여하지 않는등 지방 백성에 대한 실질적인 지배권 행사를 허락하지 않았다.
그러나 대 몽골 관계로 인해서 북방의 아홉 제후들（요왕 주식, 녕왕 주권, 연왕 주체, 곡왕 주혜, 대왕 주계, 진왕(晉) 주강, 진왕(秦) 주상, 경왕 주전, 숙왕 주영)에게는 더 많은 병권을 위임했기 때문에 세력이 강한 자가 나타났고, 그 중에서 현재의 북경인 북평에 분봉된 연왕 주체의 세력은 강대해졌다.

### 황태손 주윤문
1392년에 황태자 주표(홍무제의 장남)가 갑자기 사망하자 주원장은 후계자로 자신의 기질을 닮고 북방의 방어에 큰 공을 세운 4남인 연왕 주체를 염두에 두고 있었다. 그러나 학사 유삼오(劉三吾) 등 많은 신하들이 적장자 승계의 원칙을 들어 반대함으로 뜻을 이루지 못했다. 주원장은 이를 매우 아쉬어했다. 후계자로 내정된 것은 사망한 장남 주표의 아들이자 주원장의 손자인 주윤문이다. 16살에 황태손이 된 주윤문은 유삼오와 방효유, 황자징(黃子澄), 제태(齊泰) 등에게 학문을 배우는 동시에 참모로 삼아 차기 황제로서의 준비를 탄탄히 다져나갔다.

### 공신숙청과 유언
주원장은 자신의 사후에 어린 손자가 노련한 공신들에게 휘둘릴 것을 우려하여 가혹한 숙청 작업은 다시 재개했다. 1393년 양국공(凉國公) 남옥이 역모 혐의를 받고 2만 명의 연루자들과 함께 처형당했다. 남옥을 처형한 죄목은 원나라가 보낸 여자 간첩을 받아들여 미인계에 호응하여 내통했다는 것이다.(남옥의 옥)
과거에 황권강화를 위해 주원장이 단행한 여러차례의 숙청과 더불어 추가로 진행된 금번 숙청으로 인해 예상치 못한 부작용이 발생하였다. 정작 위급할 때 손자를 지켜주고 보호해줄 경험 많고 능력있는 신하들이 남아있지 않게 되었고, 황태손의 치세기에 위협이 될 소지가 있던 개국공신들이 사라지자 26명이나 되는 자신의 아들들(건문제의 숙부들)이 새로운 위협세력으로 부상한 것이었다. 그래서 주원장은 아들들에게 자신이 죽은후에 장례식에 참석하지 말고 영지를 지키라는 유언을 남겼다. 문상이라는 구실로 아직 어린 손자 주윤문의 숙부들이 남경에 몰려오면 혹시라도 무슨 변란이 생길까 염려한 까닭이었다.

## 정난의 변

### 건문제의 즉위
1398년에 할아버지인 주원장이 71세를 일기로 사망하자, 주윤문이 22세로 명나라의 제2대 황제로 오르니 이가 혜종 건문양황제(惠宗 建文讓皇帝)이다. 건문제는 제일 먼저 할아버지 주원장의 유지라는 명분을 들어 숙부들에게 조문과 장례식 참석을 위해 남경으로 오지 말고 영지를 지키라고 하달했다. 그리고는 서둘러 장례식을 끝마쳤다. 장례식후 측근들의 조언에 따라 주원장의 집권 정책을 계승하여 여러 영주들을 비롯한 지방 제후들의 권력을 축소시키는 억압책을 취했다. 특히 그들이 지닌 군사력을 감축시키는 것이 그 핵심이었다.
또한 너무나 커져있던 숙부들의 세력을 약화 시키는 작업을 시작했다. 그러나 연왕 주체를 필두로 한 번왕, 즉 건문제의 숙부들과 사촌들은 이에 반발하며 주체를 중심으로 몰래 연락을 주고받으며 정부에 대항할 방책을 세우고 있었다. 건문제는 이에 대해 세가 약한 번왕들을 수도인 남경으로 은밀히 불러들여 체포한 후, 유배를 보내거나 죽여버렸다.       

### 연왕의 반란
위기감을 느낀 연왕 주체는 건문 1년인 1399년에 북경에서 군사를 일으키며, 간신들을 제거하여 위난을 평정하고 황제의 권위를 바로세우고자 한다는 것을 명분으로 내세웠다. 반란 초반에 건문제는 사태가 심각하지 않다고 판단하여 크게 신경쓰지 않았다. 연왕 주체의 반란군은 정예병이었으나 수도 남경의 황제군에 비해 수적으로 크게 열세했기 때문이었다. 그래서 한때 연왕 측이 크게 패하고 연왕조차 죽거나 사로잡힐 위험에 빠진 경우도 있었지만, 건문제가 “숙부님의 생명까지 위협해서는 안 된다. 지나치게 몰아붙이지 마라”며 제동을 거는 바람에 위기를 모면 한적도 있다고 한다.
그러나 내전은 점차 건문제에게 불리하게 돌아갔다. 황제군은 숫적 우세에도 불구하고 북방에서 잔뼈가 굵은 연왕 주체의 반란군에게 패하는 경우가 점점 증가하였다. 또한 조부 홍무제 시절의 과도한 숙청으로 인해 건문제의 주변에는 훌륭한 대신이나 능력있는 장수가 거의 남아 있지 않았고 건문제를 도와 줄 제대로 된 충성파 세력이 없었기 때문이다. 손자의 황권을 공고히 하기 위해서 조부 홍무제가 취한 숙청작업이 도리어 화근이 되어 버렸던 것이다.
번왕들은 주체의 편에 서거나 중립을 고수하며 조정의 편을 들지 않았다. 연왕 주체는 무려 4년간이나 이 반란을 질질 끌었는데, 그 이유는 번왕들과 장군들의 지지를 얻기 위함이었고 병기와 군마를 모집하기 위함이었다. 이에 건문제는 빨리 대책을 세워야 했으나, 관군이 계속해서 패전하는 바람에 물자 등이 바닥나며 점차 위태로워지기 시작했다.

### 영락제의 즉위
1402년 7월, 연왕 주체는 결국 수도 남경을 함락시켰다. 반란군이 밀려들자 건문제는 궁전에 불을 지르라 명령하였다. 궁궐을 완전히 장악했으나 건문제의 행적을 알 수 없는 상태가 되자 연왕 주체는 스스로 황위에 올라 명나라의 제3대 황제인 영락제가 되었다. 영락제는 간신을 몰아내고 황실의 난을 다스렸다는 명분을 들어 자신의 거병을 ‘정난’(靖難)이라 일컫고, 그 군사들을 정난사(靖難師)라 불렀다.
영락제는 수도를 북경으로 천도하는등 치세에 힘쓴 결과 명나라는 최대의 전성기를 맞이하게 된다. 그러나 태조 홍무제에 의해 폐지된 환관정치를 부활시킴으로 인해 명황조 말기까지 환관들의 국정농단으로 인해 혼란을 초래하는 오점을 남기도 하였다.

## 같이 보기
- 명나라
- 건문제
- 영락제

## 참고 자료
- 《명사》 본기제4, 제5, 열전제14, 32, 33
- 陳時龍、許文繼，《正說明朝十六帝》
- 張宏杰，《大明王朝的七張面孔》